# أوقست برتراند كليفتون
أوقست برتراند كليفتون (بالنرويجية البوكمول: August Clifton)‏ هو سياسي نرويجي، ولد في 26 أغسطس 1881 في تونسبرغ في النرويج، وتوفي في 15 فبراير 1955 في النرويج. حزبياً، نشط في حزب المحافظين. وقد انتخب عضو برلمان النرويج ‏ عن دائرة Market towns of Hedmark and Oppland counties ‏ (1925 – 1927).